# Kami

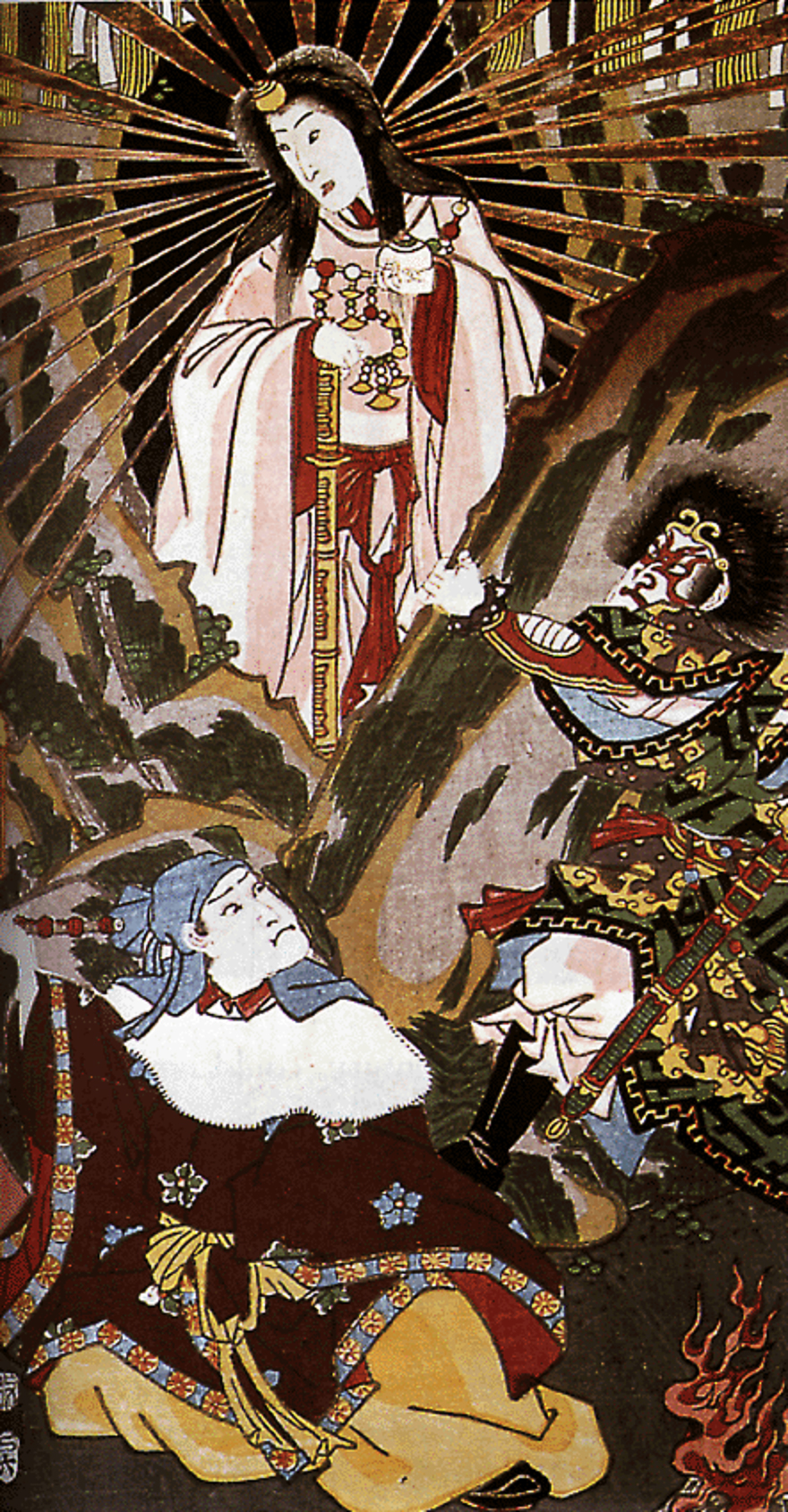
Amaterasu, una dintre zeiţele centrale ale religiei şintoiste

Kami (神) este termenul care definește divinul în religia șintoistă. Echivalentul său în unele religii ar fi „zeu”/„zeiță” sau „spirit”.
În mod tradițional kami este interpretat ca fiind o forță superioară și mistică al cărei caracter poate fi atât constructiv cât și destructiv. Este inerent elementelor naturii, animalelor, și în unele ființe umane.
Oamenii se închină la kami în templele șintoiste. Cultul include pregătire fizică și spirituală, purificare, ofrande, exprimarea gratitudinii comunității și mulțumiri exprimate prin dans sau muzică.
Pe când zeii cerești locuiesc pe „Înalta Câmpie Celestă” (Takagamahara), zeii pământeni locuiesc în fenomenele naturale și se manifestă fie spontan fie prin invocare de către preoții șintoiști.
În general, kami sunt benevolenți dacă oamenii se roagă la ei cum se cuvine. Dar unele calamități naturale sunt atribuite spiritelor oamenilor care au fost acuzați pe nedrept și care s-au sinucis ca rezultat sau au murit în exil. Aceste spirite răzbunătoare (goryō) trebuiesc îmblânzite și transformate într-o forță benevolă.
Fiecare kami are o forță sau voință proprie (tama), care poate avea aspect crud/activ/curajos (aramitama), armonic/armonizant (nigimitama), grațios (sakimitama) sau făcător-de-minuni (kushimitama).
Încercările de-a lungul timpului de a alege un kami care să stea la vârful panteonului șintoist n-au fost încununate de succes, astfel că fiecare kami și-a menținut caracterul local și istoric.